# Syllis kabilica
Syllis kabilica är en ringmaskart som beskrevs av Ben-Eliahu 1977. Syllis kabilica ingår i släktet Syllis och familjen Syllidae. Inga underarter finns listade i Catalogue of Life.